# Mongoloraphidia choui
Mongoloraphidia choui is een kameelhalsvliegensoort uit de familie van de Raphidiidae. De soort komt voor in de China.
Mongoloraphidia choui werd voor het eerst wetenschappelijk beschreven door H. Aspöck et al. in 1998.